# Berno de Reichenau
Berno de Reichenau (em latim: Berno Augiae Divitis; c. 978–7 de junho de 1048 (70 anos)) foi um abade de Reichenau nomeado pelo imperador Henrique II em 1008. Entre suas obras está uma um tonarius, uma compilação de cantos organizados em "tons" — as oito notas musicais do Canto Gregoriano.
Depois das reformas iniciadas pelo abade Immo, que impôs a "Regra de São Bento" em Reichenau, a abadia alcançou seu apogeu centro de aprendizado sob a liderança de Berno, com um scriptorium muito produtivo. A abadia tornou-se um centro do monasticismo beneditino e das reformas litúrgicas e musicais das igrejas alemãs no século XI. Ele mandou construir a torre ocidental e o transepto que ainda se veem hoje na ilha de Reichenau. Um de seus mais famosos alunos foi Hermano de Reichenau, responsável por transmitir a matemática e astronomia árabes para a Europa Central.
Politicamente, o abade se apoiou em seus patrocinadores, Henrique II e Henrique III, e escreveu muitas cartas aos reis da Hungria, Santo Estêvão I da Hungria e Pedro Orseolo, com várias informações históricas valiosas sobre o reino na época, especialmente sobre o reinado de Estêvão, cuja esposa, Gisela, era irmã de Henrique II.